# Sherron Dorsey-Walker
Sherron Dorsey-Walker (ur. 16 marca 1993 w Detroit) – amerykański koszykarz występujący na pozycji rzucającego obrońcy, obecnie zawodnik Sigortam.net Basketbol.
21 lipca 2020 zawarł umowę ze Startem Lublin. 21 maja 2021 został zawodnikiem Kinga Szczecin. 6 lipca 2022 po raz kolejny w karierze dołączył do Polskiego Cukru Pszczółki Start Lublin. 4 stycznia 2023 podpisał kontrakt z tureckim Sigortam.net Basketbol.

## Osiągnięcia
Stan na 20 lutego 2023, na podstawie, o ile nie zaznaczono inaczej.
NCAA
- Uczestnik rozgrywek:
  - Sweet 16 turnieju NCAA (2014)
  - II rundy turnieju NCAA (2013, 2014)
  - turnieju NCAA (2013–2015)
- Mistrz:
  - turnieju konferencji Big 12 (2014, 2015)
  - sezonu regularnego Ligi Horizon (2017)
- Zaliczony do I składu:
  - turnieju Big 12 (2014)
  - CoSIDA Academic All-District (2017)
  - Big 12 Commissioner's Honor Roll (2014)
  - Horizon League Academic Honor Roll (2015–2017)

Drużynowe
- Mistrz Holandii (2019)
- Zdobywca Superpucharu Holandii (2017, 2019)
- Finalista Pucharu Holandii (2019)
- Uczestnik rozgrywek FIBA Europe Cup (2019/2020)

Indywidualne
- Zaliczony do I składu kolejki EBL (1 – 2022/2023)[8]